# Maribel Martínez Ruiz
Maribel Martínez Ruíz (Guanajuato) es una política y activista mexicana. Es diputada federal por la 65 Legislatura, miembro del  Partido del Trabajo (PT).

## Biografía
Estudió la licenciatura en Contaduría Pública (1990-1996) por la Universidad Michoacana de San Nicolás de Hidalgo, tiene las maestrías en Calidad Total y Competitividad (1997-2000) y en Master en Programación Neuro Lingüística (PNL) (2000-2002), obtuvo el diplomado en Enfoque y Medios de Enseñanza (2000) y cuenta con la especialidad de Auditoría (2001-2002).

## Trayectoria política
En 2016 fue coordinadora de mujeres del Partido del Trabajo del Estado de Oaxaca y en 2017 integró la Comisión Política Nacional del Partido del Trabajo. En el 2018 fue coordinadora estatal de la campaña del candidato del Partido del Trabajo a la Presidencia de la República Mexicana de Andrés Manuel López Obrador en Oaxaca.
El 23 de octubre de 2018 propuso un punto de acuerdo, por el que se exhortó a la Junta de Coordinación Política a hacer efectivo el artículo 21 del Reglamento de la Cámara de Diputados, a fin de garantizar la paridad de género tanto en las presidencias de las Comisiones como en la integración de las mismas, cuyo trámite se encuentra pendiente.
En tema de igualdad de género en octubre de 2018 exhortó al estado de Oaxaca a establecer las acciones que implementará su gobierno para atender la declaratoria de alerta de género; cuyos resolutivos fueron que se diseñara e implementaran acciones concretas tendientes a erradicar la violencia cometida por razón de género en la entidad Oaxaqueña, que se establecieran  vías de comunicación entre los poderes del estado y de la federación, los municipios, la Fiscalía General del Estado y la Defensoría de los Derechos Humanos del Pueblo de Oaxaca y se promoviera la instalación de los consejos municipales para prevenir, atender, sancionar y erradicar la violencia contra las mujeres, por lo menos, de manera inicial, en los 40 municipios incluidos en la declaratoria de alerta de violencia de género contra las mujeres, misma que fue desechada en enero de 2019.
Relativo a los protocolos para la búsqueda de niñas, niños y adolescentes desaparecidos exhortó al presidente de la República, al encargado de despacho de la Procuraduría General de la República, al Poder Judicial de la Federación, así como a los gobernadores y gobernadoras, a las y los titulares de las procuradurías o fiscalías y a los poderes judiciales de las entidades federativas para que, en el ámbito de sus atribuciones, revisen los protocolos para la búsqueda de niñas, niños y adolescentes desaparecidos, fortaleciendo los mecanismos de alerta temprana y búsqueda urgente, sensibilizando al personal que recibe estos reportes, siendo desechada en enero de 2019.
En su desempeño como diputada federal, en año 2019 propuso la iniciativa con proyecto de decreto que reforma la fracción I del artículo 115, de la constitución política de los Estados Unidos mexicanos en materia de paridad horizontal y vertical de género.